# مالوة
مَالَوَة (بالهندستانية: مالوہ) بلاد في الهند على هضبة من أصل بركاني شمال جبال وِنْدِيَة تعاقبت عليها قبائل هندية كثيرة منها مالوة الذين سميت بهم هذه البلاد، وبَرْمَارُ وهم عشيرة من عشائر الرَّاجَبُوتُ وفيهم كانت دولة برمار التي ملكت مالوة وما وراءها. وبلاد مالوة اليوم ما بين جنوب شرقي راجستان وشمال غربي مدية برديش.